# جون ماجي
جون ماجي (بالإنجليزية: John Magee)‏ هو ضابط أمريكي، ولد في 21 يوليو 1923 في روبستاون في الولايات المتحدة، وتوفي في 22 نوفمبر 1991.

## وصلات خارجية
- جون ماجي على موقع مرجع كرة القدم المحترفة.كوم (الإنجليزية)